# 南知多町立みさき小学校
南知多町立みさき小学校（みなみちたちょうりつ みさきしょうがっこう）は、愛知県知多郡南知多町にある公立小学校である。

## 概要
- 本校は、 2022年4月に師崎・大井の2小学校を統合し設立した。校地は、旧師崎小学校を使用する[1]。4月5日に開校記念式典を開催[1][2]。
- 校名は公募によって選ばれたもので、知多半島の先端（岬）に所在し、校区内に聖崎・羽豆岬などの名所もあることから、学校名に親しみをもってもらう願いを込めて名付けられた[3]。

## 校区
- 師崎、片名、大井が校区である。公立中学校の場合の進学先は南知多町立南知多中学校である[4]。

## 沿革
出典
- 2022年（令和4年）
  - 4月1日 - 開校。
  - 4月5日 - 開校式と着任式挙行。
  - 4月6日 - 第1回入学式挙行。
  - 4月7日 - 最初の始業式挙行。
  - 9月24日 - 第1回運動会開催。午前は校内運動会、午後は地区町民体育祭として開催。
- 2023年（令和5年）
  - 3月20日 - 第1回卒業式挙行。
  - 3月24日 - 最初の修了式挙行。

## 交通アクセス
- 知多バス師崎線「師崎」バス停より徒歩約5分。

## 周辺施設
- 知多信用金庫師崎支店
- 師崎港
- 羽豆岬